# Phổi

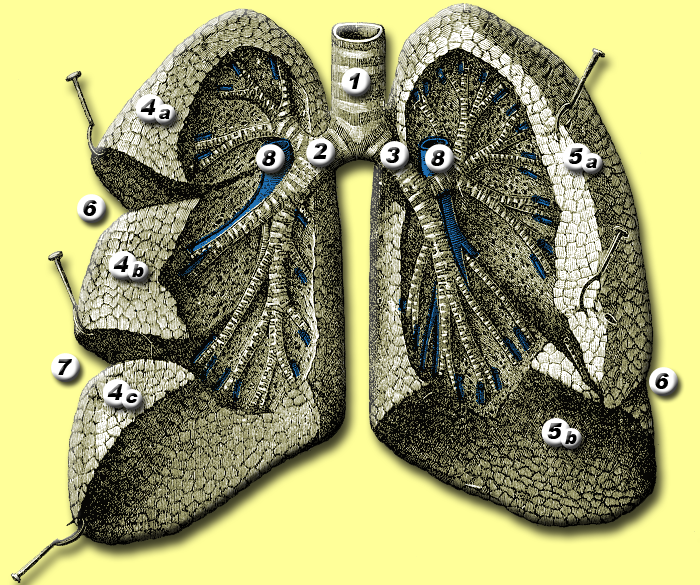
Hình họa phổi.

Phổi (hay Phế) là một bộ phận trong cơ thể với vai trò chính yếu là trao đổi các khí - đem oxy từ không khí vào tĩnh mạch phổi, và carbon dioxide từ động mạch phổi ra ngoài. Ngoài ra phổi cũng có một số khả năng thứ yếu khác, giúp chuyển hóa một vài chất sinh hóa, lọc một số độc tố trong máu. Phổi cũng là một nơi lưu trữ máu.

## Cơ thể học
Trong con người, phổi gồm có hai buồng phổi nằm bên trong lồng ngực, được bao bọc bởi các xương sườn chung quanh, phía dưới có cơ hoành ngăn giữa phổi và các cơ quan trong bụng như gan, dạ dày, lá lách. Giữa hai buồng phổi là khí quản (1) - là ống dẫn khí chính. Khí quản phân ra hai nhánh phế quản chính (2) (3). Quả tim nằm giữa hai phổi (trung thất), hơi trệch về bên trái.
Buồng phổi bên trái có 2 thùy (trái-trên (5a), trái-dưới (5b)), bên phải có 3 thùy (phải-trên (4a), phải-giữa (4b) và phải-dưới (4c)). Mỗi buồng phổi có một phế quản chính, một động mạch (8) và hai tĩnh mạch - những ống dẫn này chia như nhánh cây chi chít từ lớn ở giữa ngực (trung thất) đến cực nhỏ phía ngoài cùng của buồng phổi - kèm theo là các dây thần kinh và mạch bạch huyết.
Những ống dẫn khí lớn hơn như khí quản và phế quản lớn được nhiều vành sụn giữ cho cứng và có ít cơ trơn. Bên trong các ống có lát màng tế bào tiêm mao và một lớp màng nhầy mỏng trên các tế bào này. Chất nhầy giữ bụi, hạt phấn và các chất bẩn khác. Qua chuyển động của tiêm mao, chất bẩn bám theo màng nhầy được đẩy lên và đưa vào thực quản nuốt xuống dạ dày theo nước miếng.

## Hệ thống hô hấp

Hoạt động phổi của một con gấu đang thở trong lúc bị mổ

### Sơ lược
Hệ hô hấp có hai phần, "hô hấp ngoại" là giai đoạn phổi hấp thụ O2 từ không khí bên ngoài vào cơ thể và thải CO2 ra. "Hô hấp nội" là giai đoạn trao đổi O2 và CO2 tại các tế bào trong cơ thể.
Hệ "hô hấp ngoại" gồm có hai lá phổi, như hai túi hơi được kéo ra - để hút hơi vào; và bóp lại - để đẩy hơi ra; bởi một dàn khung bơm. Dàn khung này là bộ xương lồng ngực và cơ hoành, cử động nhịp nhàng theo co bóp của các cơ xương ngực và cơ hoành, dưới sự điều khiển của một số tế bào đặc biệt trong não. Trong tình trạng thư giãn, con người hít thở 12-15 lần một phút; mỗi lần thở 500 mililít không khí (nghĩa là khoảng 6-8 L mỗi phút); 250 mL O2 đi vào cơ thể và 200 mL CO2 trở ra.
Trong hơi thở ra có nhiều chất khí thải từ trong cơ thể - khoa học có thể xét nghiệm được khoảng 250 loại khí khác nhau từ hơi thở con người, thí dụ methane (từ ruột); rượu (khi uống rượu), acetone (khi nhịn ăn), v.v.

#### Áp suất của các khí
Áp suất của một hỗn hợp nhiều khí khác nhau tương đương với tổng số áp suất tạo bởi riêng từng loại khí trong hỗn hợp đó. Không khí (khô) có 20,98 % O2; 0,04% CO2; 78,06% N2 và 0,92% các loại khí trơ khác (như agon và heli). Tại cao độ ở mặt biển, áp suất không khí là 760 mmHg (1 atm). Do đó, áp suất riêng ("phân áp") của O2 là 760 × 0,21 = 160 mmHg; của CO2 là 760 × 0,0004 = 0,3 mmHg; của N2 là 760 × 0,79 = 600 mmHg. Khi tính thêm độ ẩm của nước, tỉ lệ của các khí này sẽ giảm xuống phần nào. Áp suất của hơi nước ở nhiệt độ con người là 47 mmHg. Khi vào đến phổi, sau khi quân bình hóa với hơi nước, áp suất của từng loại khí (P) sẽ trở thành như sau: PO2 = (760 - 47) × 0,21 = 149 mmHg; PN2 = (760 - 47) × 0,79 = 564 mmHg và PCO2 = 0,3 mmHg.

#### Hệ thống phế quản - phế nang

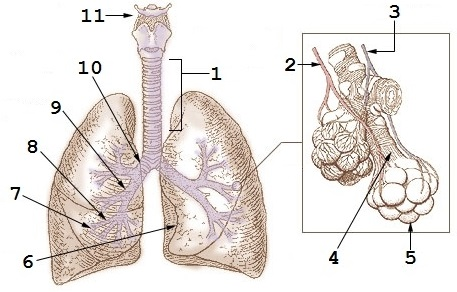
1: Khí quản. 2: Động mạch. 3:Tĩnh mạch. 4: Ống phế nang. 5: Phế nang. 6: Khuyết tim phổi trái. 7: Mao quản. 8: Phế quản tam cấp. 9: Phế quản thứ cấp. 10: Phế quản sơ cấp. 11: Thanh quản.

Từ phế quản sơ cấp đến phế nang, hệ thống dẫn khí chia nhánh khoảng 23 lần. Trong đó 16 lần chia đầu tạo ra các nhánh của phế quản (không có trao đổi khí trong khúc này) và 7 lần sau có phế nang và có hiện tượng khí di chuyển hai chiều giữa phế nang và máu. Thiết diện của phế quản khi đầu là 2,5 cm². Sau nhiều lần chia nhánh, thiết diện của các ống dẫn tăng vọt lên, thiết diện của toàn thể các phế nang - lên đến gần 12.000 cm². Vì vậy mà vận tốc di chuyển của khí nhanh tại phế quản và rất chậm tại các tiểu phế quản và phế nang.
Con người có 300 triệu phế nang. Mỗi phế nang có nhiều mạch máu li ti bọc chung quanh. Những bong bóng cực nhỏ này nếu trải đều ra sẽ có diện tích bề mặt là 70 m². Đây là diện tích của các màng cực mỏng dùng để di chuyển khí giữa phế nang và máu.
Màng của phế nang gồm hai loại tế bào. Loại 1 mỏng tạo phần chính của màng phế nang. Loài 2 dày, tiết chất hoạt hóa bề mặt. Ngoài ra còn các tế bào phụ khác như bạch huyết cầu với nhiệm vụ miễn nhiễm và "làm sạch" môi trường.

### Cơ động hô hấp

#### Các thể tích phổi
Trung bình cả hai phổi chứa được khoảng 6 lít không khí, nhưng chỉ một phần nhỏ của dung tích này được sử dụng khi thở bình thường. Cần phân biệt hai khái niệm dung tích phổi (lung capacity) và thể tích phổi (lung volume), thể tích phổi là các thay đổi về mặt thể tích khi hô hấp, dung tích phổi là sự kết hợp của các thể tích phổi khác nhau. Các giá trị này phụ thuộc vào chủng tộc, độ tuổi và chiều cao. Sau khi thu thập các dữ liệu trong cộng đồng, dựa vào tuổi, chiều cao, cân nặng người ta có thể ước lượng các thông số hô hấp bình thường của một cá nhân.
Dưới đây là các thông số cơ bản cho một người châu Âu, khoảng 70 kg và có chiều cao thông thường:
- Dung tích toàn phổi (Total lung capacity, TLC) = 6 L. Thể tích của các khí trong phổi sau khi đã thở vào tối đa.
- Dung tích sống (Vital capacity, VC) = 4.8 L. Lượng khí thở ra hết sức sau khi đã hít vào hết sức.
- Thể tích khí lưu thông (Tidal volume, TV) = 500 mL. Lượng khí hít vào hoặc thở ra khi hít thở bình thường.
- Thể tích khí cặn (Residual volume, RV) = 1.2 L. Lượng khí còn lại trong phổi sau khi thở ra tối đa.
- Thể tích dự trữ thở ra (Expiratory reserve volume, ERV) = 1.2 L. Lượng khí có thể thở ra tiếp sau khi thở ra bình thường.
- Thể tích dự trữ hít vào (Inspiratory reserve volume, IRV) = 3.6 L. Lượng khí có thể hít thêm vào sau khi hít vào bình thường.
- Dung tích cặn chức năng (Functional residual capacity, FRC = ERV + RV) = 2.4 L. Lượng khí còn lại trong phổi sau khi thở ra bình thường.
- Dung tích hít vào (Inspiratory capacity, IC) = là thể tích hít vào tối đa sau khi thở ra bình thường.
- Khoảng chết giải phẫu = 150 mL. Thể tích chứa bởi các ống dẫn khí.

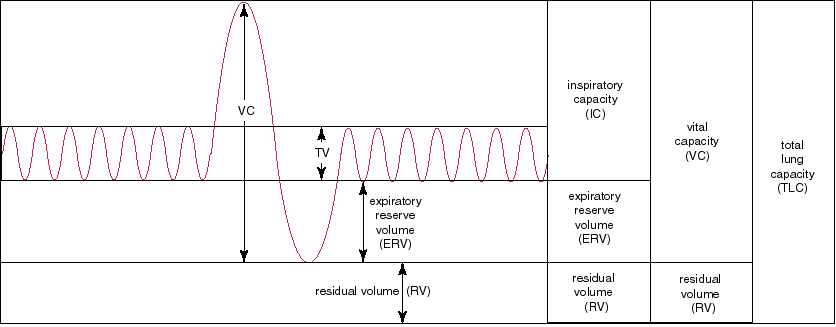
Dung lượng phổi

#### Các cơ hô hấp
Ngoài cơ hoành là cơ quan trọng nhất cho cả quá trình hô hấp, tham gia vào quá trình hít vào và thở ra các cơ tham gia hô hấp được biết đến như sau:
Các cơ hít vào gồm có:
- Cơ ức đòn chũm: Cơ này thực hiện nâng xương ức lên phía trên.
- Cơ gian sườn trước: Nâng các xương sườn.
- Cơ bậc thang: Nâng hai xương sườn trên cùng.
- Cơ gian sườn ngoài: Kéo khung sườn ra phía ngoài.

Các cơ thở ra gồm có:
- Cơ thẳng bụng: Có chức năng kéo các xương sườn phía dưới đồng thời ép các phủ tạng trong khoang bụng để đẩy cơ hoành lên.
- Cơ liên sườn trong: Có nhiệm vụ kéo các xương sườn xuống phía dưới.

#### Khoảng chết
Là khoảng mà lượng không khí nằm trong đường ống dẫn khí. Ở đây không xảy ra sự trao đổi khí. Trung bình cứ 500ml khí được đưa vào phổi thì 150ml khí nằm trong khoảng chết, 350ml khí còn lại nằm trong phế nang mới tham gia trao đổi khí.

## Những căn bệnh về phổi
- Suyễn

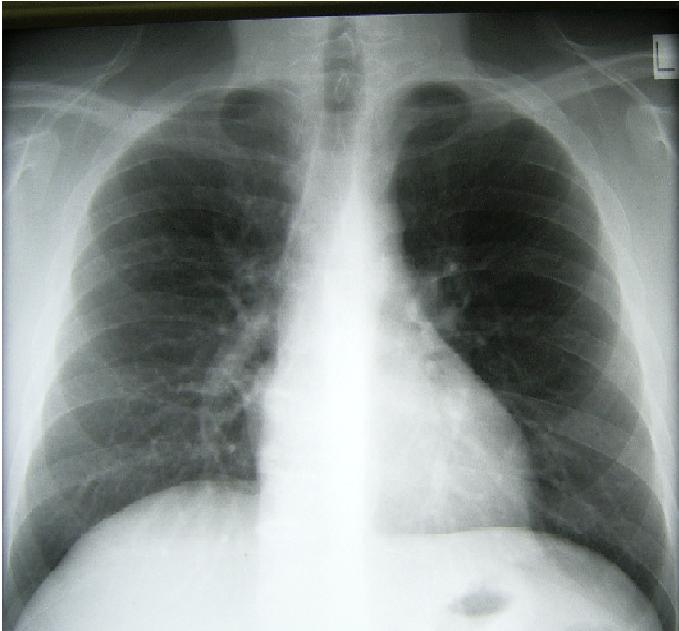
Hình quang tuyến chụp phổi

- Viêm phế quản mạn Khí thũng và các bệnh do thuốc lá gây ra gọi chung là bệnh phổi tắc nghẽn mạn tính
- Nghẽn mạch phổi
- Nhiễm trùng phổi, Viêm phổi, Phù phổi
- Ung thư phổi
- Tràn khí màng phổi
- Tràn dịch màng phổi
- Xơ nang
- Tăng áp lực động mạch phổi
- Viêm đường hô hấp cấp
- COVID-19